# LRP5L
LRP5L (англ. LDL receptor related protein 5 like) – білок, який кодується однойменним геном, розташованим у людей на довгому плечі 22-ї хромосоми. Довжина поліпептидного ланцюга білка становить 252 амінокислот, а молекулярна маса — 28 483.
| 10         |  | 20         |  | 30         |  | 40         |  | 50         |
| ---------- |  | ---------- |  | ---------- |  | ---------- |  | ---------- |
| MEGHVYWTDD |  | EVWAIRRAYL |  | DGSGAQTLIN |  | TKINDPDDIA |  | VNWVARSLYW |
| THTGTEHIEV |  | TCLNSTSHKI |  | LVSEDMDEPR |  | AIALHPEMGL |  | TYWIDWGENP |
| EIKRANLDRQ |  | ELRVLVNASL |  | GWPNGLALDL |  | QEGKLYWGDA |  | KTDKIEAISV |
| DETKRQTLLK |  | DKLPHIFRFT |  | LLGDFIYWTA |  | WQHHSIKRVH |  | KVKANRDVII |
| DQLPDLMGLK |  | AVNVDKVVGT |  | NPHADRNGGA |  | ATCASSRPTQ |  | PGLAAPSRAW |
| NC         |  |            |  |            |  |            |  |            |

A: Аланін

C: Цистеїн

D: Аспарагінова кислота

E: Глутамінова кислота

F: Фенілаланін

G: Гліцин

H: Гістидин

I: Ізолейцин

K: Лізин

L: Лейцин

M: Метіонін

N: Аспарагін

P: Пролін

Q: Глутамін

R: Аргінін

S: Серин

T: Треонін

V: Валін

W: Триптофан

Задіяний у такому біологічному процесі, як альтернативний сплайсинг. 